# Günter Guillaume

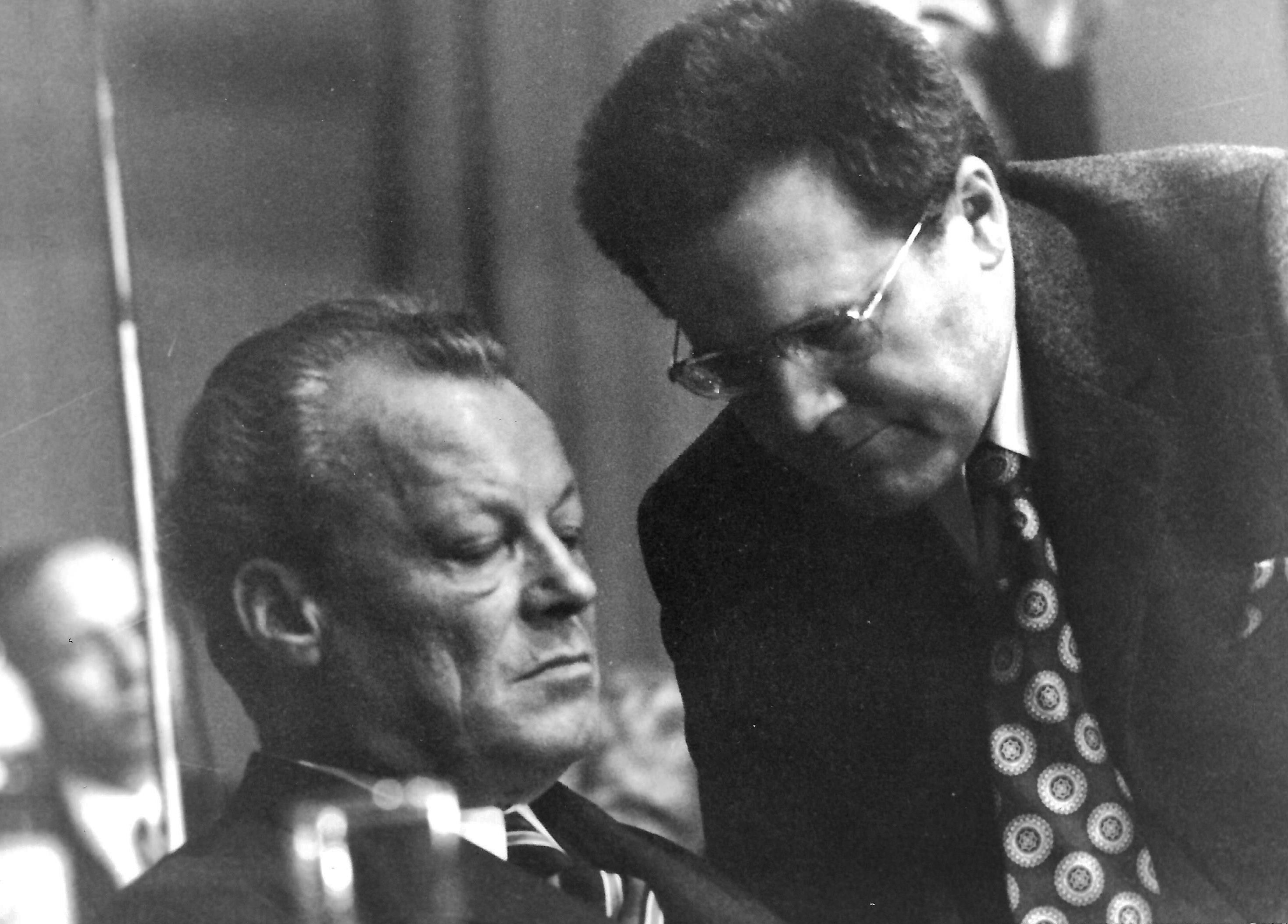
Willy Brandt und Günter Guillaume in Düsseldorf

Günter Karl Heinz Guillaume (* 1. Februar 1927 in Berlin; † 10. April 1995 in Eggersdorf als Günter Bröhl) war Offizier im besonderen Einsatz (OibE) des Ministeriums für Staatssicherheit (MfS) der Deutschen Demokratischen Republik (DDR) und als Agent im Bundeskanzleramt Namensgeber der Guillaume-Affäre. Seine Enttarnung war einer der größten Spionagefälle in der Geschichte der Bundesrepublik und einer der Gründe für den Rücktritt von Bundeskanzler Willy Brandt, dessen persönlicher Referent er von 1972 bis 1974 war.

## Leben

### Kindheit
Günter Guillaume wurde 1927 als Sohn eines Musikers in Berlin geboren und besuchte ab 1933 die Volksschule, die er nach der 8. Klasse verließ. Er begann eine Lehre bei der Atlantik Verlags- und Bilderdienst GmbH in Berlin, ehe er im Herbst 1944 zunächst drei Monate beim Reichsarbeitsdienst war. 1944/1945 war er im Zweiten Weltkrieg Flakhelfer. Am 17. Januar 1944 beantragte Guillaume die Aufnahme in die NSDAP und wurde zum 20. April desselben Jahres aufgenommen (Mitgliedsnummer 9.709.880). Bei Kriegsende geriet er in britische Gefangenschaft, floh aber und arbeitete bei einem Bauern in Schleswig-Holstein. Als er 1945 nach Berlin zurückkehrte, arbeitete er dort 1946 und 1947 zunächst als Fotograf bei einem Werbedienst, später arbeitete er als Bildreporter in Kleinmachnow.

### Anwerbung durch das MfS und Übersiedlung in die Bundesrepublik
Im Jahr 1950 wurde Guillaume Redakteur im Verlag Volk und Wissen in Ost-Berlin. 1952 trat er in die SED ein. Den Datenbanken der HVA zufolge wurde er im September 1954 unter dem Decknamen „Hansen“ als Inoffizieller Mitarbeiter (IM) registriert. Seine Frau Christel Boom, mit der er seit dem 12. Mai 1951 verheiratet war, wurde im Oktober 1958 unter dem Decknamen „Heinze“ erfasst. Aus der Ehe ging der gemeinsame Sohn Pierre Boom hervor. Das Ministerium für Staatssicherheit unterzog Guillaume zunächst einer mehrmonatigen nachrichtendienstlichen Ausbildung. Seine Schwiegermutter, die durch Heirat die niederländische Staatsbürgerschaft besaß, meldete ihren Wohnsitz in Frankfurt am Main an, so dass das Ehepaar 1956 in den Westen „flüchten“ konnte, ohne sich den geheimdienstlichen Befragungen im Notaufnahmelager zu unterziehen. Das MfS gab ihnen zudem eine „Starthilfe“ in Höhe von 10.000 DM mit. In Frankfurt betrieb Guillaume das Boom am Dom, einen Kaffee- und Tabakladen. Bedingt durch seine eheliche Untreue wurde die Ehe frühzeitig brüchig. Christel fühlte sich hintergangen, ein Auseinandergehen wurde wegen des Agentendienstes vermieden. Sohn Pierre erfuhr erst nach der Inhaftierung der Eltern von der zerrütteten Beziehung.

### Eintritt in die SPD und Spionagetätigkeit im Bundeskanzleramt

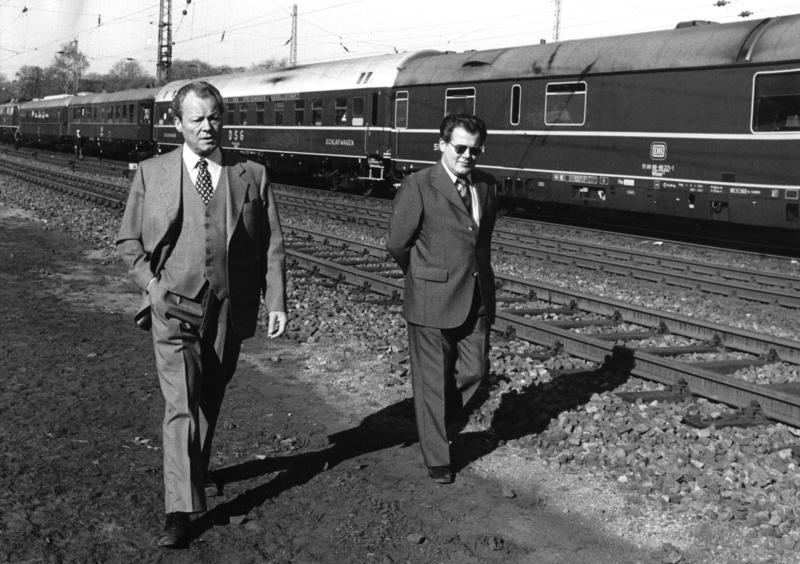
Guillaume mit Willy Brandt auf einer Wahlkampfreise in Niedersachsen 1974

1957 trat er in die SPD ein. Christel Guillaume wurde Sekretärin im Parteibüro der SPD Hessen-Süd. Seit 1964 war Günter Guillaume hauptamtlich als Parteifunktionär für die SPD tätig, und zwar zunächst als Geschäftsführer des SPD-Unterbezirks in Frankfurt am Main und ab 1968 der SPD-Fraktion in der Stadtverordnetenversammlung. Dabei erweckte er den Anschein, im SPD-Spektrum weit rechts zu stehen; er hatte das Image eines Kommunistenfressers. Im selben Jahr wurde er auch in die Stadtverordnetenversammlung gewählt. 1969 leitete Guillaume den Wahlkampf des Bundesministers für Verkehr Georg Leber in dessen Wahlkreis in Frankfurt und bewies dabei sein Organisationstalent, was dem Minister eine sehr hohe Anzahl von Erststimmen einbrachte.
Von Leber wurde Guillaume nach der Wahl als Referent in die Abteilung Wirtschafts-, Finanz- und Sozialpolitik des Bundeskanzleramts vermittelt, wo er das Vertrauen seiner Vorgesetzten erwarb. 1972 stieg er aufgrund seines großen Arbeitseinsatzes und seines Organisationstalents zum persönlichen Referenten des Bundeskanzlers Willy Brandt für Gewerkschaftsbeziehungen auf. Hier erhielt er Zugang zu geheimen Akten und den Gesprächsrunden im engeren Kreis um den Bundeskanzler. Zudem hatte Guillaume Einblick in das Privatleben von Brandt.

### Verhaftung und Verurteilung des Ehepaars Guillaume
Obwohl den bundesdeutschen Sicherheitsdiensten seit Mitte 1973 Indizien für die Agententätigkeit der Eheleute Guillaume vorlagen, verging fast ein Jahr bis zu deren Festnahme. Ausgangspunkt war, dass das MfS in den 1950er Jahren seinen Agenten im Westen verschlüsselte Geburtstagstelegramme schickte. Eine weitere verschlüsselte Nachricht wurde übersandt anlässlich der Geburt seines Sohnes Pierre Guillaume mit dem Inhalt Glückwunsch zum zweiten Mann. Aus der Kombination der Geburtsdaten gelang es erst nach Jahren, den Verdacht gegen Guillaume zu erhärten, wobei der gerichtliche Beweiswert verschwindend gering war. Am 24. April 1974 wurde Guillaume in Bonn unter Spionageverdacht verhaftet. Bei seiner Verhaftung sagte Guillaume: „Ich bin Offizier der Nationalen Volksarmee der DDR und Mitarbeiter des Ministeriums für Staatssicherheit. Ich bitte, meine Offiziersehre zu respektieren.“ Dieser Satz war ein wesentlicher und gerichtsverwertbarer Aspekt, der gegen ihn sprach, da bis zu seinem Geständnis die Beweislage relativ dünn war. Die Enttarnung bildete den Anfang der nach ihm benannten Guillaume-Affäre. Sie löste in der Bundesrepublik eine schwere innenpolitische Krise aus, an deren Ende am 7. Mai 1974 der Rücktritt Willy Brandts als Bundeskanzler stand. Am 6. Juni 1974 beschloss der Bundestag auf Antrag der Opposition die Einsetzung eines parlamentarischen Untersuchungsausschusses zur Aufklärung der Affäre, die schwere Überwachungsmängel der Sicherheitsbehörden offenbarte. Im Nachhinein wurde insbesondere kritisiert, dass schon 1973 erhebliche Anhaltspunkte vorhanden waren und Brandt von Innenminister Genscher darüber informiert, jedoch dazu überredet wurde, fortan als „Lockvogel“ zu dienen, bis man genügend Beweise habe.
Am 15. Dezember 1975 wurde Günter Guillaume vom 4. Strafsenat des OLG Düsseldorf unter anderem wegen Landesverrats zu dreizehn Jahren Freiheitsstrafe und fünf Jahren Wahlrechtsausschluss verurteilt, seine Frau zu acht Jahren Freiheitsstrafe.
Günter Guillaume saß in den Justizvollzugsanstalten Bonn (Untersuchungshaft), Köln-Ossendorf und ab Herbst 1976 in der JVA Rheinbach ein.
Seine Agententätigkeit war möglicherweise weniger bedeutend als zunächst vermutet. Gemäß den Datenbanken der HVA gingen unter dem Decknamen „Hansen“ zwischen Juli 1969 und April 1974 nur 24 Berichte und Dokumente ein, also 5 Berichte pro Jahr. Die Hälfte der registrierten Informationen betrafen SPD-Parteiinterna. Ein knappes Viertel widmete sich Gewerkschaftsfragen. Nur ein gutes Viertel befasste sich mit der Politik der Regierung Brandt. Der geringe Wert der Quelle „Hansen“ zeigt sich auch darin, dass die HVA von neunzehn benoteten Informationen vierzehn mit „3“ („mittlerer Wert“) bewertete. Nur fünf erhielten die Note „2“ („wertvoll“) und keine die Note „1“ („sehr wertvoll“).

### Vorzeitige Freilassung und Ehrungen in der DDR
Anfang des Jahres 1981 kehrten zunächst  Christel Guillaume, im Oktober 1981 dann auch Ehemann Günter im Rahmen eines Agentenaustauschs in die DDR zurück, wo beide offiziell als „Kundschafter des Friedens“ gefeiert wurden. Beide Eheleute erhielten den Karl-Marx-Orden; Günter Guillaume wurde zum Oberst im MfS befördert, seine Frau Christel zum Oberstleutnant im MfS. Fortan trat Günter Guillaume bei MfS-Agentenschulungen als „Stargast“ auf. Am 28. Januar 1985 verlieh die Hochschule des Ministeriums für Staatssicherheit in Potsdam Guillaume in „Anerkennung seiner besonderen Verdienste um die Sicherung des Friedens und die Stärkung der DDR“ den Titel „Doktor der Rechtswissenschaft (ehrenhalber)“. In den letzten Jahren der DDR bestand für ihn dort nur mehr geringer Verwendungsbedarf. Einstige Kampfgefährten begegneten ihm fortan mit Gleichgültigkeit. Nur noch gegen Voranmeldung war ihm überhaupt der Zutritt zur Behörde der Staatssicherheit gestattet. Er blieb jedoch im Sinne der SED linientreu und argumentierte seinem Sohn Pierre gegenüber gegen Glasnost und Perestroika. Vom Ministerium für Staatssicherheit wurden seine Telefongespräche abgehört. 

### Scheidung und zweite Ehe
Aufgrund einer Affäre, die Günter Guillaume am Tag seiner Rückkehr in die DDR mit der ebenfalls für das MfS arbeitenden Krankenschwester Elke Bröhl begonnen hatte, ließ sich Christel Guillaume am 16. Dezember 1981 von ihrem Mann scheiden. 1986 heiratete Günter Guillaume die 17 Jahre jüngere Bröhl, deren Familiennamen er annahm. 1988 veröffentlichte er seine Memoiren Die Aussage.

### Nach der Wende; Tod
Nach der Wende gerierte sich Guillaume als Zeitzeuge. Am Abend der ersten freien Volkskammerwahl im März 1990 verschaffte er sich im Ost-Berliner Palast der Republik Zugang zum zentralen Wahlstudio der Sender aus beiden deutschen Staaten in der Überzeugung, dass man journalistisch an seiner Meinung interessiert sei. In der Folgezeit überarbeitete er sein Buch Die Aussage; die Neuauflage wurde dann in einem Verlag des Springer-Konzerns veröffentlicht. Nach der Wende suchten einstige Kollegen der HVA wieder seine Nähe. Guillaume legte aber wenig Wert auf den Fortbestand solcher Kontakte; selbst die zu seinem jahrzehntelangen Kampfgefährten Kurt Gailat, seinem einstigen Führungsoffizier, brach er ab. Am 10. April 1995 starb Günter Bröhl an metastasierendem Nierenkrebs in Petershagen/Eggersdorf, nahe Berlin, wo er seit seiner Rückkehr in die DDR in einem freistehenden Haus auf einem weitläufigen Grundstück mit Zugang zum Bötzsee lebte. Noch auf dem Sterbebett hatte er sich eine Trauerrede von Markus Wolf ausdrücklich verbeten. Zur Beerdigung waren weder sein Sohn Pierre noch seine geschiedene Ehefrau Christel eingeladen. Begraben ist er auf dem Parkfriedhof Marzahn in Berlin.

## Weiteres Leben von Guillaumes Sohn und erster Ehefrau
Der Sohn des Ehepaars Guillaume, Pierre Boom (* 1957), siedelte nach der Verhaftung seiner Eltern im Jahr 1974 im Folgejahr 1975 in die DDR über, wo er eine Ausbildung zum Fotojournalisten absolvierte. 1988 stellte er einen Ausreiseantrag und kehrte mit seiner Familie noch im selben Jahr in die Bundesrepublik Deutschland zurück. Weil das MfS seine Ausreise unter dem Namen Guillaume nicht zulassen wollte, nahm er den Mädchennamen seiner Mutter an, den diese durch Adoption durch einen Niederländer erworben hatte, und nannte sich fortan Pierre Boom.
2004 veröffentlichte er seine Erinnerungen unter dem Titel Der fremde Vater.
Günter Guillaumes erste Frau starb als Christel Boom am 20. März 2004 an einem Herzleiden.

## Schriften
- Die Aussage. Protokolliert von Günter Karau. Militärverlag der DDR, Berlin 1988, ISBN 3-327-00670-9 (westdeutsche Ausgabe: Die Aussage. Wie es wirklich war. Universitas, München 1990, ISBN 3-8004-1229-2.)
- Klaus Eichner, Gotthold Schramm (Hrsg.): Kundschafter im Westen. Spitzenquellen der DDR-Aufklärung erinnern sich. Edition Ost, Berlin 2003, ISBN 3-360-01049-3. (Mit einem Artikel von Günter Guillaume.)[14]

## Film
- Doris Metz: Schattenväter. Matthias Brandt und Pierre Boom schildern in einem unkommentierten Dokumentarfilm die Erinnerungen an ihre Väter.
- ARD-Spielfilm Im Schatten der Macht von Regisseur Oliver Storz mit Matthias Brandt als Günter Guillaume. Gezeigt werden vor allem die letzten 14 Tage von Brandts Kanzlerschaft, also der Höhepunkt der Guillaume-Affäre.
- Guido Knopp, Nina Steinhauser: Der Kanzlerspion in der ZDF-Reihe: Top-Spione (6-teilig), Dokumentation, 1994.[15]